# 黄金の鳥
『黄金の鳥』（おうごんのとり、独:Der goldene Vogel） は、グリム兄弟によるグリム童話のひとつ（KHM番号57）で、3人の王子が黄金の鳥を探し求める話である。
パウル・セビオが収集したフランス民話では、『金色のクロウタドリ』となっている。アンドリュー・ラングはこのバージョンを『みどりいろの童話集』に収めている。
アールネ・トンプソンのタイプ・インデックスではAT番号550『金色の鳥』に分類される。このタイプの民話には、他に『グリップという鳥』『The Greek Princess and the Young Gardener』『イワン王子と火の鳥と灰色狼』『How Ian Direach got the Blue Falcon』『The Nunda , Eater of People』などがある。

## あらすじ
王様の持っているリンゴの木は、毎年、黄金のリンゴを実らせる。しかし毎年、夜の間に黄金のリンゴが1個、盗まれていた。
王様は三人の王子を見張りに立たせた。第一と第二の王子は寝入ってしまったが、最も若い第三の王子は寝ずの番を続け、リンゴ泥棒が黄金の鳥であることを知る。彼は黄金の鳥を射落とそうとするが、羽が落ちただけであった。
だがその黄金の羽はあまりにすばらしく、王様は黄金の鳥が欲しくてたまらなくなった。王様は黄金の鳥を捕らえるために三人の王子を次々に旅立たせた。
三人の王子たちは、人語を話すキツネに出会う。キツネは彼らに「灯火が明るい楽しげな宿でなく、悪い宿を選ぶこと」という助言を与える。
第一と第二の王子は、キツネの助言を無視して心地良さそうな宿に泊まってしまい、居心地の良さにおぼれて探索を断念する。
第三の王子はキツネの助言に従う。しかし、「黄金の鳥は金のカゴではなく木のカゴに入れなければいけない」というキツネの助言に背いてしまう。その結果、黄金の鳥は黄金の城を目ざめさせ、王子は逆に捕えられてしまう。
第三の王子は、生命を助けて欲しければ黄金の馬を連れて来いと命ぜられる。
キツネは第三の王子に「黄金の馬には黄金の鞍ではなく木の鞍を置くように」と助言する。しかし、王子は同じ失敗を繰り返す。
第三の王子は、黄金の城で姫と出会う。
キツネは第三の王子に「姫には両親への別れの挨拶をさせないように」と助言する。しかし、王子は同じ失敗を繰り返す。
姫の父は第三の王子に、生命を助けて欲しければ丘を除去するようにと命令する。
キツネが丘を取り除き、さらにキツネは第三の王子に全てのもの（黄金の鳥、黄金の馬、姫）を得る方法を助言する。そしてさらにキツネは第三の王子に「自分の首を切り落としてくれ」と頼んだ。
王子がそれを拒絶すると、キツネは「吊るし肉(gallowsflesh)を買って、井戸の端に座ること」についての警告をする。
第三の王子は、彼の兄たちが絞首台に掛けられることになっていることを知り、彼らの自由を買いとる。助けられた二人の兄王子は、第三の王子が得たものを発見する。そして第三の王子が井戸の端に座ったとき、兄たちは彼を井戸に突き落とした。二人の兄王子は黄金の鳥と馬、姫を連れ帰り、父王に成功を報告する。しかし、黄金の鳥と馬、姫は第三の王子の死に深く悲しみ、生気を失う。
だが第三の王子はキツネの手で救われていた。
第三の王子は乞食の姿に身をやつして父王の城に戻り、黄金の鳥と馬、姫は第三の王子に気付いて生気を取り戻す。
二人の兄王子は死刑になり、第三の王子は姫と結婚する。
最後に、第三の王子はキツネの望み通り、彼の首をはねる。するとキツネにかかっていた魔法が解け、キツネは姫の兄であったことが明らかにされる。

## ヴァリエーション
『金色のクロウタドリ』
医師から「父王の病気を治すためには金色のクロウタドリが必要だ」と告げられた3人の王子が旅立つ。兄ふたりは、いかなる警告も受けることなく宿屋へ至る。最も若い王子が宿を通り過ぎた後で、彼を援助する人語を話すウサギと出会う。馬は、単に購入されるだけの存在である。そして、彼は陶器の乙女（王女の像）を得るために2つの使命を実行する必要はなかった。また、話の終わりにウサギが変化することはない。

## アニメ
『グリム童話 金の鳥』のタイトルで、「東映まんがまつり」より、1987年3月14日公開。52分。製作されたのは1984年だが、一般公開はかなり遅れた。製作にはマッドハウスも関わっている。
キャッチコピーは「こころに愛と勇気と明るさを! 楽しさいっぱいのものがたり!!」。
「東映まんがまつり」で長編名作アニメが公開されたのは、1983年3月13日公開の『まんがイソップ物語』以来4年振りだが、本作が事実上最後となり、以後はテレビアニメやテレビ特撮の劇場用新作のみの構成となる。

### スタッフ
- 製作 - 今田智憲
- 企画 - 勝田稔男
- 製作担当 - 菅原吉郎
- 監督 - 平田敏夫
- 脚本 - 田代淳二
- キャラクターデザイン・作画監督 - 大橋学
- 画面構成 - 福島敦子、新川信正
- ミュージカル・アニメーション - 南家こうじ
- 美術監督 - 石川山子
- 撮影監督 - 石川欽一
- 音楽 - クニ河内
- 編集 - 望月徹
- 設定 - 丸山正雄
- 製作協力 - マッドハウス

### 主題歌
「地球はパーティー」
作詞・作曲 - クニ河内 / 唄 - 三輪勝恵、こおろぎ'73
「ユア・ラブソング」
作詞・作曲 - クニ河内 / 唄 - 松木里江
「ジュモン ナンモン ユメミルモン」
作詞・作曲・唄 - クニ河内

### キャラクター
ハンス（声：三輪勝恵）
主人公。第三の王子。身の丈ほどもある大きな剣を持っている。お人好しな性格の少年。父親の命を受け、金の鳥を探しに行く道中、ルルと出会ったことから、魔女との対決に向かっていく。
ルル（声：藤田淑子）
紫色のキツネ。衣服を纏い、二足歩行をし、人語を解する。度々ハンスを助けてくれる。ヨーヨーが得意。
ローランド姫（声：木ノ葉のこ）
白バラ城の姫。可愛らしい見た目とは裏腹に、忍び込んできたハンスを押さえつけるなど、勝ち気な少女。行方不明の兄を捜している。
魔女（声：富山敬）
金が大好きな我が儘な魔女。金の鳥を溺愛し、金の鳥を傷つけたハンスに恨みを抱く。
カネマッチ王（声：滝口順平）
魔女と結託し、戦争を起こしまくっている王。魔女の作り出す、魔法の兵隊を引き連れ、あちこち戦争を仕掛けている。
カイゼル王（声：宮内幸平）
ハンスと兄たちの父親。毎夜、金のりんごが盗まれることに腹を立て、息子たちに見張り番を命じる。
クロイラー王子（声：古川登志夫）
カイゼル王の長男で、第一の王子。長身で身なりを気にするナルシスト。
ワルナー王子（声：山本圭子）
カイゼル王の次男で、第二の王子。いつも棒付きキャンディーをなめている肥満体。
大とり（声：八奈見乗児）
ハンスとルルが落ちた谷底にいる巨大なピンクの鳥。ワインが大好きで、ワインと引き換えに、ハンスたちを背に乗せる。
山猫A（声：田の中勇）、山猫B（声：塩屋浩三）、山猫C（声：田中和実）
魔女の手下である三匹の山猫。コウモリのような翼で飛び回る。
白バラ王（声：青野武）
ローランド姫の父親。忍び込んできたハンスを即座に死刑にしようとするなど、短気な性格。
金の鳥
魔女が溺愛している黄金の鳥。ハンスによって、羽を一枚奪われる。不思議な力を持っているようで……。

### 同時上映
- 新メイプルタウン物語 パームタウン編
- 超新星フラッシュマン 大逆転! タイタンボーイ

いずれのTVブローアップ版であり、「長編アニメ」と「TVブローアップ作品」のみで構成されたのは1976年冬興行以来にして最後、そして「TVブローアップ作品」が公開されたのも、今回が事実上最後となる。

### 映像ソフト
- 1987年7月10日に東映ビデオからビデオソフト（VHS、ベータ）が発売&レンタルされたが廃盤、現在でも単独は元より「復刻! 東映まんがまつり」版でもDVD化はされてない。